# Luis Ortiz González
Luis Ortiz González (Madrid, 3 de julio de 1932-Madrid, 2 de febrero de 2006) fue un abogado y político español, ministro de los gobiernos de UCD durante la Transición.

## Biografía
Nacido el 3 de julio de 1932 en Madrid, era hijo de Luis Ortiz Muñoz.[cita requerida]
Miembro desde 1964 del Cuerpo de Inspectores Técnicos del Estado, desempeñó cargos en la administración como el de director general de Impuestos y de director general de Política Tributaria en las postrimerías de la dictadura franquista.
Ejerció también de vocal del Instituto Nacional de Industria (1976-1977). Fue subsecretario de Comercio y de Obras Públicas durante los primeros gobiernos de la monarquía de Juan Carlos I. En 1977 formó parte del gobierno de Adolfo Suárez como ministro de Obras Públicas. Fue uno de los fundadores de la Unión de Centro Democrático (UCD) y presidió el partido en Madrid y en Zamora. Volvió a ocupar la misma cartera, con el nombre de Ministerio de Obras Públicas y Urbanismo entre 1981 y 1982 en los gobiernos de UCD.
En 1982 se integró en el Centro Democrático y Social, plataforma política de Adolfo Suárez. Fue portavoz del CDS en el Congreso de los Diputados. En 1986 es elegido diputado por Zamora con el Partido Demócrata Popular integrado en Coalición Popular. Desde entonces se presentará en las elecciones por el Partido Popular siendo elegido Senador en la Cuarta Legislatura (1989-1993) y nuevamente diputado en las tres legislatura siguientes (1993-2004).
Fue miembro del Comité Ejecutivo Nacional del Partido Popular.
Falleció a los 73 años en Madrid.

## Distinciones
- Gran Cruz de la Real y Muy Distinguida Orden de Carlos III (1977)[6]
- Gran Cruz de la Orden de Isabel la Católica (1982)[7]
- Gran Cruz de la Orden del Mérito Civil